# ABCニュースシャワー
『ABCニュースシャワー』（エービーシーニュースシャワー）は、NHK BS1（開始当初はNHK衛星第1テレビジョン）で2006年11月1日から2019年3月7日まで放送された英語学習を兼ねたミニ報道番組である。アメリカのABCで放送された『ワールドニュース・トゥナイト』のトップニュースから時事英語を選び、リスニング用に解説を交えて伝えていた。
本項目では、2019年4月2日から2021年3月27日まで放送された『攻略!ABCニュース英語』（こうりゃく!エービーシーニュースえいご）についても記載する。

## 概要
ABCニュースによる報道そのものも同じくNHK BS1で継続的に放送されているが、日本語の放送通訳者によるボイスオーバー方式での同時（時差）通訳で放送される。一方この番組はそれとは違い、次のような流れで番組が進行する。
- まず英語字幕付きでニュースが流れる。
- 次に日本語字幕付きで再度同じニュースが流れる。
- 字幕なしで同じニュースが流れる。
- 今日の重要キーワードについての解説が入る。
- 最後にもう一度、英語字幕付きのニュースが流れ、番組が終了する。

## 放送時間
日本標準時 (JST) に基づく。放送時間はいずれも終了時点のものである。
ABCニュースシャワー
- 本放送：火曜日から土曜日 4:40 - 4:45
- 再放送：月曜日から金曜日 15:05 - 15:10

攻略!ABCニュース英語
- 本放送：火曜日から土曜日 5:45 - 5:50[3]
- 再放送：月曜日から金曜日 15:05 - 15:10

## 評価
日本の大学では講義の教材として使用されたり、英語学習に利用できるメディアとして紹介されることもある。